# جائزة البرازيل الكبرى 1974
جائزة البرازيل الكبرى 1974 هو سباق فورمولا 1 أقيم بتاريخ 27 يناير 1974 في البرازيل. كان الثاني من أصل 15 في بطولة العالم لسباقات الفورمولا واحد موسم 1974. حلّ إيمرسون فيتيبالدي أولا وكلاي ريجاتسوني ثانيا وجاكي إيكس ثالثا.